# 中風 (中醫)
中風，中醫學術語，中醫認為這是外感風邪侵犯人體之後所造成的病證。
因為「風者，擅行而數變」，有許多症狀都被歸類在中風之下，但最主要的，有兩個意義，一是指因腦血管阻塞、出血而造成的病變，亦即現代醫學所說的中風，古代分成真中風（即卒中）與類中風。
另一個意義是指，在傷寒論中，因為皮膚肌表受到外來風邪，侵入足太陽膀胱經所形成的病證，也稱為太陽病中風。這與現代醫學所說的感冒近似，主要的治療手段為發汗，以桂枝湯為代表方劑。
《傷寒論》辨太陽病脈證并治上篇：「太陽為病，發熱、汗出、惡風，脈緩者，名為中風。」

## 外部連結
- 中風 （页面存档备份，存于） 中藥方劑圖像數據庫 (香港浸會大學中醫藥學院) （中文）（英文）